# Louis Blanc metróállomás
A Louis Blanc egy metróállomás Franciaországban, Párizsban a párizsi metró 7bis metróvonalán. Tulajdonosa és üzemeltetője a RATP.

## Metróvonalak
Az állomást az alábbi metróvonalak érintik:
- 7-es metróvonal
- 7bis metróvonal

## Kapcsolódó állomások
A metróállomáshoz az alábbi állomások vannak a legközelebb:
- Château-Landon (Villejuif – Louis Aragon, Mairie d’Ivry, 7-es metróvonal)
- Stalingrad (La Courneuve – 8 Mai 1945, 7-es metróvonal)
- Jaurès (Pré-Saint-Gervais, 7bis metróvonal)